# Michael Jeffery

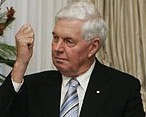
Michael Jeffery

Philip Michael Jeffery (Wiluna, West-Australië, 12 december 1937 - 18 december 2020) was een Australische politicus en de 24ste gouverneur-generaal van dat land. Hij bekleedde die functie van 2003 tot 2008. 
Sinds het eind van de jaren 60 was hij gehuwd met Marlena Kerr; ze hadden drie zoons en een dochter. 

## Militaire loopbaan
Michael Jeffery ging op 16-jarige leeftijd naar Canberra om daar het Royal Military College Duntroon te volgen. Na afsluiting van deze opleiding in 1958 vervulde hij zijn dienst in een in Perth gestationeerd regiment, totdat hij in 1962 naar het Maleisisch schiereiland en naar Borneo werd gestuurd. Na een kortstondige terugkeer naar Perth in 1965 werd het van 1966 tot 1969 naar Papoea-Nieuw-Guinea gestuurd. Tijdens de daaropvolgende uitzending naar Vietnam werd hij onderscheiden met het Military Cross. In 1972 mocht hij het British Army Staff College in Camberley, Engeland bezoeken en aansluitend werd hij overgeplaatst naar Wewak, Papoea-Nieuw-Guinnea, als bataljonscommandant in de rang van Lieutenant Colonel. 
In de rang van Colonel keerde hij in 1976 terug in Perth om daar commandant te worden van het regiment waar hij zijn militaire carrière was begonnen. Van 1981 tot 1983 was hij hoofd van Australië's nationale antiterrorisme-coördinatieautoriteit in de rang van brigadier, tot hij een in Sydney gestationeerde brigade aan ging voeren. 
In 1985 volgde hij een voortgezette studie aan het Royal College of Defence Studies in Londen. Aansluitend werd hij bevorderd tot major general en commandant van een divisie. Vanaf 1989 maakte hij ten slotte deel uit van de generale staf van het Australische leger.

## Politieke loopbaan
Op 1 november 1993 werd Michael Jeffery beëdigd als gouverneur van West-Australië. Dit ambt bekleedde hij gedurende zeven jaar tot 2000. Op 22 juni 2003 werd hij door de Australische premier John Howard genomineerd tot gouverneur-generaal en op 11 augustus van dat jaar in deze functie beëdigd. Hij vervulde deze functie tot 2008.